# Pilot (Helluva Boss)
El episodio piloto de la serie web animada para adultos Helluva Boss fue escrito por los creadores de la serie Vivienne «VivziePop» Medrano y Brandon Rogers, y dirigido por Medrano y Rick Zieff. Se estrenó en YouTube el 25 de noviembre de 2019. Fue recibido en su mayoría de manera positiva y ha sido visto más de 62 millones de veces,lo que llevó a Medrano a expandir Helluva Boss como serie independiente.
Ambientada en el mismo universo ficticio que el programa Hazbin Hotel de Medrano,el piloto presenta a los protagonistas, los empleados de la empresa de asesinatos I.M.P (Immediate Murder Professionals): Blitzo, el jefe titular;su hija, recepcionista Hellhound. Loona; los expertos en armas Moxxie; y su esposa, Millie, la matón de la empresa, y los sigue mientras intentan conseguir negocios para su empresa.

## Argumento
Blitzo (pronunciado como «Blitz») (con la voz de Rogers), el diablillo dirige una compañía de asesinatos con tres demonios: su hija adoptiva Loona (con la voz de Erica Lindbeck) y el matrimonio Moxxie (con la voz de Richard Steven Horvitz) y Millie (con la voz de Lindbeck). Su empresa acepta clientes del infierno que quieren matar gente en la tierra. Se les muestra discutiendo varias formas de conseguir más clientes para su negocio y recordando misiones pasadas. Se muestra que una misión salió mal, y Moxxie disparó accidentalmente al objetivo equivocado, un niño, antes de llevar al niño gravemente herido de regreso al infierno. Los cuatro demonios discuten sobre varios problemas que ocurren en la empresa, incluida la apatía de Loona hacia sus compañeros de trabajo y la tendencia de Blitzo a acechar a Moxxie y Millie fuera del trabajo. Además, se establece que el método que utilizan los diablillos para llegar a la Tierra es un portal creado por un grimorio propiedad de Stolas (con la voz de Brock Baker), un demonio goetial del infierno, a quien Blitzo le robó el libro después de que los dos tuvieron una aventura de una noche. . El episodio termina cuando Loona recibe un mensaje de texto de un cliente, confirmando que el joven era el objetivo correcto desde el principio. Los cuatro demonios matan al niño y reconcilian sus problemas mientras desmembran y se deshacen de su cuerpo.

## Producción y lanzamiento
La popularidad y el éxito del piloto de Hazbin Hotel le permitieron a Medrano desarrollar otro piloto para una serie separada ambientada en el mismo universo que se estrenaría ese mismo año.finalmente titulada Helluva Boss.El piloto fue elegido por el actor de voz Kellen Goff y dirigida por Medrano y Rick Zieff. El guion fue escrito por Samantha Ames, Amanda Heard, Amy Heard y Lidia Liu.Fue editado por Nico Colaleo. El piloto fue lanzado en el canal de YouTube de Medrano el 25 de noviembre de 2019. El 14 de febrero de 2020 se lanzó el vídeo musical «Oh Millie», que aparece en el piloto.Además, el 16 de septiembre de 2020 se publicó el doblaje oficial hecho en francés del piloto.

## Recepción

### Respuesta de la crítica
Mercedes Milligan de Animation Magazine elogió el «tono cómico diabólicamente retorcido» del episodio, calificándolo de «tremendamente popular» y «una sensación de la noche a la mañana».Reuben Baron de Comic Book Resources destacó la «crítica justificada» del episodio por su humor «vanguardista», al tiempo que lo elogió como un «claro trabajo de amor desde el punto de vista de la animación».Hope Mullinax de The Geeky Waffle también elogió la naturaleza «que se puede volver a ver» del episodio como «una introducción sólida» a sus personajes, y concluyó describiéndolo como «un gran momento y un comienzo fantástico para este mundo bien construido» y «una excelente introducción a cómo funciona cada [personaje] dentro de la narrativa».Mark Radulich de W2Mnet y Katya Stec de All Ages of Geek elogiaron de forma independiente el piloto como «vale la pena de ver».
Fiction Talk describió el piloto de Helluva Boss como habiendo creado la expectativa de «un programa al estilo de Phineas y Ferb [con] una trama muy suave [y] unido por una buena comedia y personajes divertidos [que] no necesitaban una motivación que podía tomarse en serio porque nadie más parecía hacer eso».De manera similar, Ephrom Josine de Medium criticó al piloto por no «hacer un muy buen trabajo [con sus] personajes, describiéndolos como si se sintieran «como uno solo». persona cortada un montón de veces para que el programa no sea solo un tipo hablando solo. Cualquier diferencia real entre cada demonio se muestra demasiado rápido para que mi cerebro tenga tiempo de sacar algo de ella», antes de concluir positivamente que «si te gustan las comedias de la vida cotidiana, te recomendaría darle una oportunidad a Helluva Boss».Joker on the Sofa también elogió cómo «[gran] parte del humor [proviene] del hecho de que [los personajes principales] son básicamente una familia enormemente disfuncional», y elogió de manera similar el «igualmente exagerado [y ] cualidades exageradas» de los personajes secundarios del piloto, y tanto la «ridícula ultraviolencia que regularmente se produce como los chistes oscuros que surgen de ella», concluyendo calificándolo de «consistentemente hilarante».

### Expansión de la serie web
Tras la recepción crítica positiva del piloto, Medrano escribió ocho episodios para una primera temporada con Brandon Rogers.La serie fue lanzada a YouTube como una serie web con Lindbeck y Baker reemplazados en sus respectivos roles como Millie y Stolas por Vivian Nixon y Bryce Pinkham, aunque Lindbeck continuaría dando voz a Loona.La serie fue aclamada por la crítica y, tras completar su primera temporada, fue renovada para una segunda temporada. En noviembre de 2023, Medrano declaró que el piloto «no era funcionalmente canónico» para la serie completa.